# برکان (مستوطنه) (اسرائیل)
برکان (به لاتین: Barkan) یک شهرک یهودی‌نشین در اسرائیل است که در یهودا و شومرون واقع شده‌است.